# 557th Weather Wing

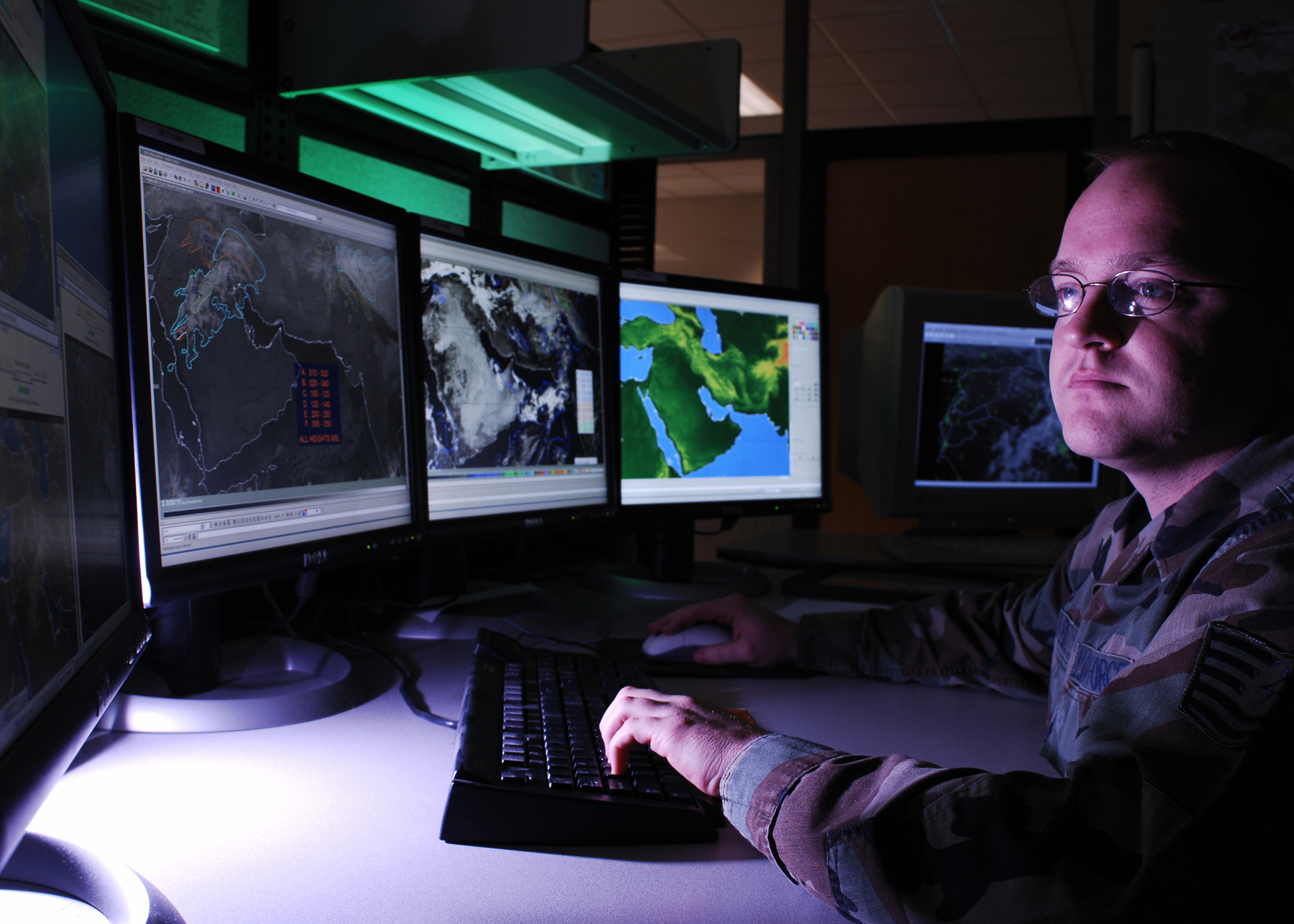
Operatore presso la Offutt Air Force Base

Il 557th Weather Wing è uno Stormo Meteorologico dell'Air Combat Command, inquadrato nella Twelfth Air Force. Il suo quartier generale è situato presso la Offutt Air Force Base, nel Nebraska.

## Organizzazione
Attualmente, al maggio 2017, lo stormo controlla:
- 1st Weather Group
  -  15th Operational Weather Squadron, distaccato presso la Scott Air Force Base, Illinois
L'area di responsabilità include 120 installazioni in 22 stati degli Stati Uniti nord-orientali
  -  17th Operational Weather Squadron, distaccato presso la Joint Base Pearl Harbor-Hickam, Hawaii
L'area di responsabilità copre circa 95 milioni di miglia quadrate della regione del Pacifico, incluse Australia, Corea e Giappone
  -  21st Operational Weather Squadron, distaccato presso la Ramstein Air Base, Germania
L'area di responsabilità include Europa, Groenlandia e gran parte dell'Africa
  -  25th Operational Weather Squadron, distaccato presso la Davis-Monthan Air Force Base, Arizona
L'area di responsabilità include 68 installazioni in 11 stati degli Stati Uniti occidentali
  -  26th Operational Weather Squadron, distaccato presso la Barksdale Air Force Base, Louisiana
L'area di responsabilità include 70 installazioni in 7 stati degli Stati Uniti sud-orientali
  -  28th Operational Weather Squadron, distaccato presso la Shaw Air Force Base, Carolina del Sud
L'area di responsabilità include stazioni nel Central Command, inclusa l'Asia sud-occidentale e il Corno d'Africa
  - Operating Location Kilo - Radar Operating Center
- 2nd Weather Group, Offutt Air Force Base, Nebraska
  -  2nd Weather Squadron
    - AFN Weather Center
    - Radio Solar Telescope Network - Controlla l'attività solare e le sue interferenze sulle attività radio in tempo reale.
      - Detachment 1, Learmonth, Australia
      - Detachment 2, Sagamore Hill, Massachusetts
      - Detachment 5, Kaena Point, Hawaii
      - Contract Site, San Vito, Italia

    - Solar Observing Optical Network
    - Space Weather Flight
    - Weather Intelligence Flight

  -  2nd System Operations Squadron
  - 2nd Combat Weather Systems Squadron, distaccato presso Hurlburt Field, Florida
  - 2nd Weather Support Squadron
  -  14th Weather Squadron, distaccato presso Asheville, Carolina del Nord
  - 16th Weather Squadron